# Мюленраде
Мюленраде (на немски: Mühlenrade) е община в Северна Германия.
Намира се във федерална провинция Шлезвиг-Холщайн. Влиза в състава на амт Шварценбек-Ланд, който от своя страна е част от област Херцогство Лауенбург. Има население 172 души (по приблизителна оценка за декември 2017 г.) и заема площ 3,74 km2. Телефонният код на Мюленраде е 01 0 53 091.